# Нью-Доси (тауншип, Миннесота)
Нью-Доси (англ. New Dosey) — тауншип в округе Пайн, Миннесота, США. На 2000 год его население составило 74 человека.

## География
По данным Бюро переписи населения США площадь тауншипа составляет 292,4 км², из которых 292,2 км² занимает суша, а 0,2 км² — вода (0,07 %).

## Демография
По данным переписи населения 2000 года здесь находились 74 человека, 38 домохозяйств и 22 семьи. Плотность населения —  0,3 чел./км². На территории тауншипа расположено 212 построек со средней плотностью 0,7 построек на один квадратный километр. Расовый состав населения: 91,89 % белых, 1,35 % коренных американцев, 2,70 % азиатов, 2,70 % — других рас США и 1,35 % приходится на две или более других рас. Испанцы или латиноамериканцы любой расы составляли 2,70 % от популяции тауншипа.
Из 38 домохозяйств в 13,2 % воспитывались дети до 18 лет, в 55,3 % проживали супружеские пары, в 5,3 % проживали незамужние женщины и в 39,5 % домохозяйств проживали несемейные люди. 34,2 % домохозяйств состояли из одного человека, при том 18,4 % из — одиноких пожилых людей старше 65 лет. Средний размер домохозяйства — 1,95, а семьи — 2,43 человека.
14,9 % населения — младше 18 лет, 2,7 % — в возрасте от 18 до 24 лет, 12,2 % — от 25 до 44, 39,2 % — от 45 до 64, и 31,1 % — старше 65 лет. Средний возраст — 56 лет. На каждые 100 женщин приходилось 89,7 мужчин. На каждые 100 женщин старше 18 приходилось 75,0 мужчин.
Средний годовой доход домохозяйства составлял 24 500 долларов, а средний годовой доход семьи —  55 625 долларов. Средний доход мужчин —  0  долларов, в то время как у женщин — 29 167. Доход на душу населения составил 24 298 долларов. За чертой бедности не находилась ни одна семья и 7,1 % всего населения тауншипа, из которых 25,0 % старше 65 лет.